# Mount Diamond
Mount Diamond ist ein markanter, pyramidenförmiger und 1198 m hoher Berg an der Fallières-Küste des Grahamlands im Norden der Antarktischen Halbinsel. Er ragt zwischen dem Forbes- und dem Swithinbank-Gletscher östlich der Square Bay auf.
Mitgliedern der British Services Antarctic Expedition gelang 2012 die Erstbesteigung. Sie benannten den Berg zu Ehren des diamantenen Thronjubiläums der britischen Monarchin Elisabeth II.